# Полярна депресія

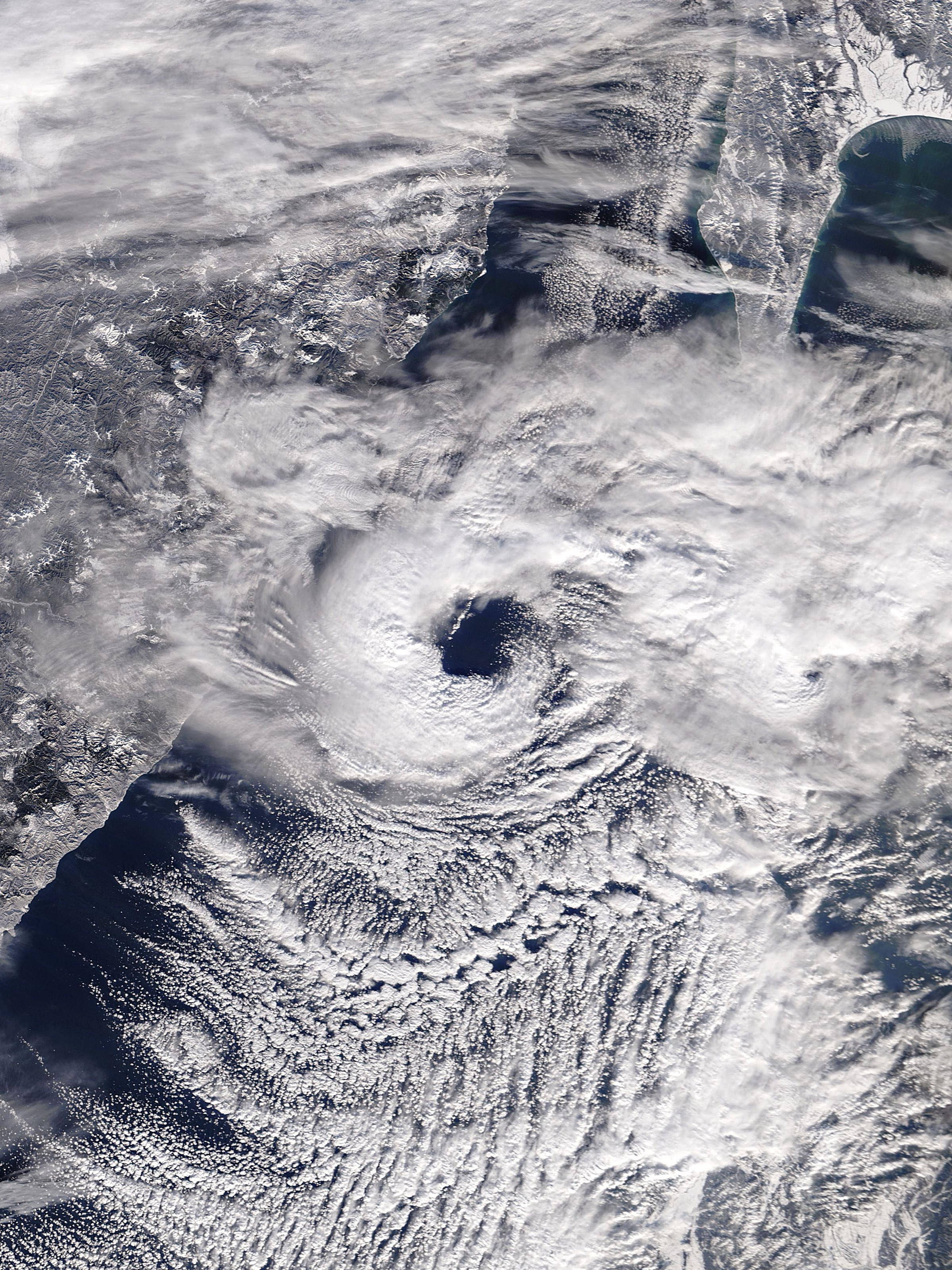
Полярна депресія над Японським морем у грудні 2009 року

Полярна депресія — тип короткоіснуючої погодної системи низького тиску (депресії або циклону) відносно невеликих масштабів, що утворюється над океанами на полярному боці головного полярного фронту обох півкуль.
Така погодна система зазвичай має горизонтальні розміри до 1000 км та існує не більше кількох днів, що характеризує її як погодну систему на мезошкалі. Полярні депресії часто буває важко передбачити та помітити за допомогою звичайних метеорологічних спостережень, через що вони бувають небезпечними для польотів, мореплавання та іншої людської активності в полярних районах.

## Історія
Полярні депресії вперше було відзначено на метеорологічних супутникових знімках, які стали доступні з 1960-х років. Було виявлено багато дрібних вихрових хмар у високих широтах. Найактивніші полярні депресії перебувають на певних вільних від льоду морських районах в межах або поблизу Арктики протягом зими. До них належать вихори в Норвезькому морі, Баренцевому морі, морі Лабрадор та в затоках Аляски. Полярна депресія швидко розсіюється, коли виходить на сушу. Антарктичні системи, здебільшого, слабкіші, ніж північні, оскільки для них не характерні перепади температур по всьому континенту. Втім, енергійні полярні депресії можна зустріти у Південному океані.

## Формування
Полярні депресії утворюються з різних причин. Ряд депресій розвиваються на горизонтальних температурних градієнтах через баротропну нестабільність, і вони можуть мати вигляд невеликих фронтальних депресій. Іншим винятком є полярні депресії з обширних купчасто-дощових хмар, які часто пов'язані з холодними басейнами в середній та верхній тропосфері. Взимку, коли холодно-ядрові депресії з температурою в середині рівнях тропосфери досягають -45 °С і рухаються в відкритих водах, глибокі форми конвекції, яка дозволяє розвиток полярної депресії.

## Структура
Полярна депресія може мати широкий спектр хмарних форм на супутникових знімках. Перші, це «спіралеподібні» хмари, що складаються з кількох смуг хмарності, закручених навколо центру. Деякі полярні депресії мають вигляд тропічних циклонів. Ці системи є поширенішими всередині полярної дуги холодного повітря. Другі, «комаподібної» форми, найчастіше зустрічаються в системах ближче до полярного фронту.